# Relais 4 × 100 mètres féminin aux Jeux olympiques d'été de 1968 (athlétisme)
Navigation
Tokyo 1964 Munich 1972
L'épreuve du relais 4 × 100 mètres féminin aux Jeux olympiques de 1968 s'est déroulée les 19 et 20 octobre 1968 au Stade olympique universitaire de Mexico, au Mexique. Elle est remportée par l'équipe des États-Unis (Barbara Ferrell, Margaret Bailes, Mildrette Netter et Wyomia Tyus) qui établit un nouveau record du monde en 42 s 8. En séries, ce record du monde avait été battu une première fois par les États-Unis, puis égalé par les Pays-Bas, en 43 s 4.

## Résultats

### Finale
| Rang               | Athlète                                                               | Pays                 | Temps  | Notes |
| ------------------ | --------------------------------------------------------------------- | -------------------- | ------ | ----- |
| Médaille d'or      | Barbara Ferrell Margaret Bailes Mildrette Netter Wyomia Tyus          | États-Unis           | 42 s 8 | WR    |
| Médaille d'argent  | Marlene Elejalde Fulgencia Romay Violeta Quesada Miguelina Cobian     | Cuba                 | 43 s 3 |       |
| Médaille de bronze | Lyudmila Zharkova Galina Bukharina Vera Popkova Lyudmila Samotysova   | Union soviétique     | 43 s 4 |       |
| 4                  | Wilma van den Berg Mieke Sterk Truus Hennipman Corrie Bakker          | Pays-Bas             | 43 s 4 |       |
| 5                  | Jennifer Lamy Joyce Bennett Raelene Boyle Dianne Burge                | Australie            | 43 s 4 |       |
| 6                  | Renate Meyer Jutta Stöck Rita Jahn Ingrid Becker                      | Allemagne de l'Ouest | 43 s 7 |       |
| 7                  | Anita Neil Maureen Tranter Janet Simpson Lillian Board                | Royaume-Uni          | 43 s 8 |       |
| 8                  | Michèle Alayrangues Gabrielle Meyer Nicole Montandon Sylviane Telliez | France               | 44 s 2 |       |

## Légende
Records et Performances
- AR : Record continental (area record)
- CR : Record des championnats (championship record)
- MR : Record du meeting (meet record)
- NR : Record national (national record)
- OR : Record olympique (olympic record)
- PR : Record paralympique (paralympic record)
- PB : Record personnel (personal best)
- SB : Meilleure performance personnelle de la saison (season's best)
- WL : Meilleure performance mondiale de l'année (world leader)
- WJR : Record du monde junior (world junior record)
- WR : Record du monde (world record)

Circonstances et Conditions
- DNF : N'a pas terminé (did not finish)
- DNS : N'a pas pris le départ (did not start)
- DQ : Disqualification (disqualification)
- NM : Aucun essai valable enregistré (No Mark)
- Q : Qualifié « directement » au prochain tour (ou à la prochaine compétition), lors d'une compétition majeure, grâce au classement ou à la réalisation des minima (automatic qualifier)
- q : Qualifié au prochain tour (ou à la prochaine compétition), lors d'une compétition majeure, grâce au repêchage ou à la réalisation de l'une des meilleures performances parmi celles des « non qualifiés directement » (grâce au meilleur temps ou à la meilleure distance par exemple) (secondary qualifier)